# Potok, Kamnik
Potok je naselje v Tuhinjski dolini v Občini Kamnik.